# 罗萨里奥-杜伊瓦伊
罗萨里奥-杜伊瓦伊是巴西巴拉那州的一个市镇。总面积371.248平方公里，总人口5890人，人口密度15.9人/平方公里。